# حارة وادي الضباب (صنعاء)

تعديل مصدري - تعديل

حارة وادي الضباب هي إحدى حارات حي السواد الشمالي بمديرية السبعين إحد مديريات العاصمة اليمنية صنعاء، بلغ تعداد سكانها 3500 نسمة حسب تعداد اليمن لعام 2004.